# Knud Romer
Knud Romer, mit vollem Namen Knud Voll Romer Jørgensen (* 1960 in Nykøbing/Falster), ist ein dänischer Schriftsteller, Schauspieler und Werbefachmann. Er wurde durch seinen im Jahr 2006 erschienenen Roman Den som blinker er bange for døden bekannt, der unter dem Titel „Wer blinzelt, hat Angst vor dem Tod“ 2007 auch in deutscher Übersetzung erschien.

## Roman
Das autobiografische Werk behandelt die Familiengeschichte Romers als Sohn eines Dänen und einer Deutschen. Nach Darstellung Romers hatten er und seine Mutter im Nachkriegs-Dänemark der 1960er und 1970er Jahre unter schweren deutschfeindlichen Reaktionen (Tyskerhad, dt.: Deutschen-Hass) zu leiden. Die Angaben Romers unter Nennung realer Namen führten in Dänemark zu einer öffentlichen Auseinandersetzung um den historischen Wahrheitsgehalt des Romans, der von Zeitzeugen aus dem Umfeld der Familie angezweifelt wurde.
In Deutschland traf der Roman auf besonderes Interesse, weil Romer darin auch die frühere Liebesbeziehung seiner Mutter mit Horst Heilmann schildert, einem 1942 hingerichteten Mitglied der Widerstandsgruppe Rote Kapelle.
Romer wurde für seinen Roman mit verschiedenen Preisen ausgezeichnet:
- Weekendavisens litteraturpris 2006, Literaturpreis der dänischen Wochenzeitung Weekendavisen[2]
- Goldener Lorbeer (De Gyldne Laurbær) des Dänischen Buchhändlerklubs 2007

## Werke
- Wer blinzelt, hat Angst vor dem Tod, Insel-Verlag, Frankfurt/M. u. Leipzig 2007, ISBN 978-3-458-17360-1; Suhrkamp, Frankfurt/M. 2009, ISBN 978-3-518-46050-4